# Brycea angustistriga
Brycea angustistriga är en fjärilsart som beskrevs av Felix Bryk 1953. Brycea angustistriga ingår i släktet Brycea och familjen björnspinnare. Inga underarter finns listade i Catalogue of Life.